# أغوستينو بيرنال
أغوستينو بيرنال (بالإسبانية: Agostino Bernal)‏ هو فيلسوف إسباني، ولد في 1587، وتوفي في 13 سبتمبر 1642.